# Justify My Love
Justify My Love – pierwszy singel z kompilacji Madonny pt. The Immaculate Collection. Piosenka została napisana przez Lenny'ego Kravitza oraz Madonnę (oryginalnie tekst został napisany przez Ingrid Chavez – pierwotnie był jej listem do Lenny'ego Kravitza), natomiast wyprodukowana przez Lenny'ego Kravitza.

## Teledysk
Do piosenki powstał kontrowersyjny teledysk, którego reżyserem jest Jean Baptiste-Mondino. Zdjęcia do teledysku trwały 14 dni. Na potrzeby wideoklipu Madonna wraz z ekipą wynajęła całe piętro ekskluzywnego, paryskiego hotelu Royal Monceau. Czarno-biały klip przedstawia niemal wszystkie rodzaje seksu. Teledysk okazał się nie do przyjęcia dla stacji MTV, która odmówiła emitowania klipu. W takiej sytuacji Madonna wydała teledysk na kasecie VHS. Wideoklip jest do tej pory najlepiej sprzedającym się teledyskiem na video, jego sprzedaż przyniosła blisko 2,5 mln $ zysku.

## Listy sprzedaży
| Kraj              | Najwyższa pozycja | Sprzedaż  |
| ----------------- | ----------------- | --------- |
| Australia         | 4                 | 35 000    |
| Austria           | 9                 | -         |
| Brazylia          | 2                 | -         |
| Europa            | 3 (3 tygodnie)    | -         |
| Francja           | 17                | 75 000    |
| Hiszpania         | 3                 | -         |
| Japonia           | 2                 | -         |
| Kanada            | 2                 | 50 000    |
| Niemcy            | 10                | 180 000   |
| Norwegia          | 3                 | -         |
| Stany Zjednoczone | 1 (2 tygodnie)    | 1 500 000 |
| Szwajcaria        | 3                 | -         |
| Szwecja           | 8                 | -         |
| Wielka Brytania   | 2                 | 350 000   |
| Włochy            | 3                 | 50 000    |